# Хайнрих IV (Саксония)
Вижте пояснителната страница за други личности с името Хайнрих IV.
Хайнрих Благочестиви (на немски: Heinrich der Fromme) от род Албертини е херцог на Саксония и херцог на Саган от 1539 до 1541 г. и като Хайнрих V също маркграф на Майсен, привърженик на протестантизма.

## Биография
Роден е 16 март 1473 година в Дрезден, Курфюрство Саксония. Той е вторият син на херцог и маршал Албрехт III „Храбрия“ (1443 – 1500) и на Здена (Сидония) (1449 – 1510), дъщеря на крал Иржи Подебради, крал на Бохемия от Хабсбургите от брака му с Кунигунда от Щернберг. По-големият му брат Георг Брадати (1471 – 1539) наследява баща им през 1500 г. Сестра му Катарина (1468 – 1524) се омъжва през 1484 за ерцхерцог Сигизмунд Австрийски. По-малкият му брат Фридрих (1498 – 1510) е от 1498 г. велик магистър на Тевтонския орден.
През 1498 г. Хайнрих предприема поклонение до Йерусалим и следващата година баща му го определя за губернатор на Фризия. През 1503 той прави поклонение по Якобинския път до Сантяго де Компостела. Заради несправедливите данъци фризите му се съпротивляват и той, след обсада на резиденцията му Франекер, се отказва там през 1505 г. от управлението.
След „Братския договор“ с Георг през 1505 г. Хайнрих се настанява в дворец Фройденщайн във Фрайберг. На 6 юли 1512 г. се жени във Фрайберг за принцеса Катарина от Мекленбург (1487 – 1561), дъщеря на херцог Магнус II от Мекленбург. През 1536 г. Хайнрих по настояване на съпругата му Катарина се присъединява към учението на Лутер.
През 1539 г. Хайнрих на 66 години наследява брат си Георг Брадати в херцогството. На 25 май 1539 г. в Лайпциг, с присъствието на Мартин Лутер, се състои тържественото въвеждане на реформацията в албертинска Саксония. 11 дена преди смъртта си Хайнрих определя най-големия си син за съ-регент.
Хайнрих умира на 18 август 1541 година в Дрезден. Погребан е като първият от род Ветини в катедралата на Фрайберг.

## Деца
Хайнрих има с Катарина от Мекленбург децата:
- Сибила (1515 – 1592)

∞ 1540 херцог Франц I от Саксония-Лауенбург (1510 – 1581)
- Емилия (1516 – 1591)

∞ 1533 маркграф Георг Благочестиви от Бранденбург-Ансбах (1484 – 1543)
- Сидония (1518 – 1575)

∞ 1545 херцог Ерих II от Брауншвайг-Каленберг (1528 – 1584)
- Мориц (1521 – 1553), курфюрст на Саксония

∞ 1541 принцеса Агнес от Хесен (1527 – 1555)
- Северин (1522 – 1533)
- Август (1526 – 1586), курфюрст на Саксония

∞ 1548 принцеса Анна от Дания и Норвегия (1532 – 1585)

## Портрети отЛукас Кранах Стари
- Хайнрих
- Хайнрих и съпругата му Катарина от Мекленбур
- Хайнрих
- Сибила 
дъщеря
- Емилия
дъщеря
- Сидония
дъщеря